# عرب‌شناسی
عرب‌شناسی یا عربی‌شناسی یک رشته دانشگاهی است که بر مطالعه اعراب و جهان عرب متمرکز است. این رشته از چندین رشته مانند انسان‌شناسی، جامعه‌شناسی، زبان‌شناسی، تاریخ‌نگاری، باستان‌شناسی، مطالعات فرهنگی، اقتصاد، جغرافیا، روابط بین‌الملل، حقوق، ادبیات، فلسفه، روان‌شناسی، علوم سیاسی و مدیریت دولتی تشکیل شده است. این رشته از تواریخ، سوابق و ادبیات شفاهی قدیمی عربی، علاوه بر روایت‌ها و سنت‌های مکتوب درباره اعراب از مطالعات و آثار کاشفان و جغرافی‌دانان جهان عرب (خاورمیانه-شمال آفریقا) استفاده می‌کند.

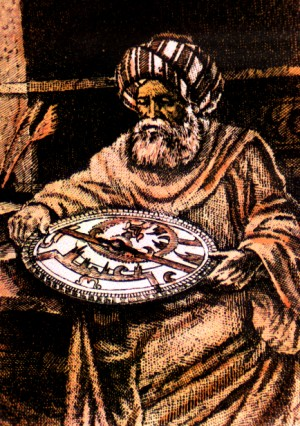
بتانی اخترشناس و ریاضی‌دان عرب بود.